# Medini Rai
Medini Rai o Medini Raj o Medini Ray o Medni Ray o Medni Rai (Rai Chand Purbiya, Ray Chand Purbiya) fou el cap dels rajputs purbiya (orientals) que dominaven el districte de Chanderi i eren vassalls dels sultans de Malwa.
A la mort del sultà de Malwa Nasr Shah Khalji (1500-1511) va designar com a hereu el seu tercer fill Mahmud Shah II Khalji (Azam Humayun), però els seus germans gran Shihab al-Din i Sahib Khan també volien el tron valent-se de les faccions de la cort 
Shihab al-Din va marxar sobre Mandu la capital, però fou aturat per Muhafiz Khan i Khawass Khan caps de les faccions que de moment afavorien a Mahmud, i es va haver de retirar a Khandesh. Mahmud, que encara no havia entrat a Mandu, ho va poder fer tot seguit sent coronat el 3 de juny de 1511 però fou un ninot en mans dels nobles i de seguida el van dominar Ikbal Khan i Mukhtass Khan que van assassinar al competent wazir hindú Basar Ray a la mateixa sala d'audiències i van fer desterrar al tresorer Sangran Soni, també hindú. Mahmud no va tardar a girar-se contra els dos nobles que el dominaven, per caure llavors sota influència de Muhafiz Khan cap de la facció rival. Ikbal i Mukhtass van cridar llavors al germà del sultà, Shihab al-Din, i sentint-se en perill, van sortir de Mandu per anar a trobar al pretendent. Shihab va sortir de Khandesh però va morir pel camí de calor i cansament i el pla va fracassar.
Mahmud es va voler desfer de Muhafiz Khan, però abans de poder fer res el ministre el va deposar i va posar al tron Sahib Khan amb el nom de Muhammad Shah II. Mahmud va haver de fugir de Mandu, i es va dirigir a Ujjain i després a Chanderi, on el governador Bahdjat Khan li va refusar ajut amb l'excusa que només obeïa al qui dominava Mandu. Va obtenir llavors l'ajut del senyor rajput Rai Chand Purbiya, al que va concedir el títol de Medini Rai (Medini Ray, Medni Ray, Medini Raj i altres variacions), que va atacar a Sihab Khan i el va derrotar, assetjant llavors Mandu. Sahib Khan va haver de fugir amb Muhafiz Khan cap al sultanat de Gujarat (1512), on Muzaffar Shah II Gudjarati (1511-1526) els va donar protecció.
Mahmud va nomenar llavors a Medini Rai com a wazir, el que provocar l'oposició de la noblesa local, especialment Sikandar Khan de Satwas i Bahdjat Khan de Chanderi que es van revoltar i es van declarar a favor de Sahib Khan que va retornar al país. Medini Rai va poder reduir a Sikandar a l'obediència però les operacions contra els altres rebels es van demorar a causa de la invasió del país per Muzaffar Shah II de Gujarat, que va assetjar Mandu. Els gujaratis es van acabar retirant i Mahmud i Medini Ray es van dirigir contra Chanderi on Bahdjat Khan havia obtingut el suport de Sikandar Lodi de Delhi, que havia enviat forces a la ciutat, però foren derrotades i Medini Rai va ocupar Chanderi i va expulsar a Sahib Khan (juliol de 1514).
Medini Rai després de les seves victòries era l'home més poderós de l'estat i va rebre tota mena de títols donant les posicions principals als seus partidaris rajputs, desposseint als antics funcionaris musulmans. Mahmud es va irritar i li va exigir la restitució dels musulmans deposats i va prohibir als rajputs de tenir amants musulmanes. Medini Ray va acceptar les condicions però el seu ajudant Salivahan, s'hi va negar i Mahmud va decidir lliurar-se dels dos homes fent-los assassinar. En l'atemptat Medini en va sortir només ferit lleu però Salivahan va morir; la seva mort va provocar l'aixecament dels rajputs que Medini Ray va aturar a canvi de conservar la seva posició de wazir.
A finals de 1517 Mahmud va abandonar en secret Mandu i va anar al Gujarat on va demanar ajut a Muzaffar Shah II que no va tardar a envair Malwa per restablir al sultà en tot el seu poder. Medini Ray al saber la invasió, va deixar al seu fill Ray Pithora a Mandu i se'n va anar a Chitor i va demanar el suport del rana Sangarama Singh. Muzaffar II mentre va assaltar Mandu i la va ocupar el 15 de febrer de 1518 fent matar a tots els rajputs que havien defensat el fort fins al final. Va reinstal·lar a Mahmud i després va retornar a Gujarat deixant deu mil homes com a protecció del sultà.
Medini Ray i el contingent rajput que l'acompanyava es van convertir en enemics jurats de Mahmud. Medini Ray va ocupar Gagraon (Gagrawn) i quan Mahmud i va anar a assetjar-la va cridar a Sangarama que hi va acudir en socors; Mahmud el va anar a interceptar però fou derrotat i ferit sent finalment fet presoner i portat a Chitor. Quan va estar curat se'l va autoritzar a retornar a Mandu, però el va haver de reconèixer com a raja i va haver de deixar un fill com a ostatge.
Al seu retorn a Mandu la posició de Mahmud era dèbil i encara es va debilitar més quan les tropes de Gujarat que el protegien es van retirar. El raja Sanga (Sangarama) va ocupar llavors Mandasore. Medini Ray va ocupar Chanderi, Silhadi va ocupar Bhilsa i Raisin, i Sikandar Khan es va declarar independent a Satwa. Mahmud només controlava un territori no gaire gran a l'entorn de Mandu. No va provar de recuperar els territoris perduts.
El 1526 Baber envaïa l'Índia. El 1527 va sotmetre el Mewat i va derrotar a Medini Rey a la batalla de Khanua o Khanwa, i el 1528 les seves forces eren davant Chanderi a la frontera entre Bundelkhand i Malwa. Medini Ray havia escapat de la batalla anterior contra Baber i es va defensar com va poder amb els seus rajputs, que en veure que no hi havia esperança van matar a les seves dones i van morir combatent; van morir uns 300 rajputs.